# Nyakwac wad Kudit
Nyakwac Kudit Okon
Nyakwac wad Kudit (ou Nyakwac, fils de Kudit, fils de Okon) ou Yor Nyakwac est le dix-septième souverain du peuple Shilluk, une ethnie africaine du Soudan du Sud fondée par le demi-dieu Nyikang. Nyakwac a probablement exercé son pouvoir entre les années 1780 et 1820. Ces dates sont approximatives car faute de sources écrites pour cette période, seule la tradition orale peut être évoquée comme source historique.

## Enfance
Nyakwac est le plus jeune fils du roi Kudit. On lui connait deux frères aînés, Kundit et Yoldit, mais ces derniers ne réussirent pas à monter sur le trône. Dès son plus jeune âge, Nyakwac était imprégné de la certitude qu'il allait succéder à son père. Sous Tyelgut, lors de l'apogée de la  «chasse du sang royal», période où les princes shilluk étaient pourchassés et exécutés, Nyakwac vivait caché en étant déguisé en fillette. On n'avait cependant guère de raisons de craindre pour sa vie, son père Kudit n'ayant pas encore été intronisé ; seul un fils de roi pouvant prétendre à la royauté, les fils de princes étant exclus de la succession.

## Inceste royal
Sous le règne de Nyakwac se termine la période dite de la « chasse du sang royal » avec les meurtres des derniers fils du roi Tyelgut. Après ces assassinats, Nyakwac n'avait donc plus à craindre aucun rival. De plus, ses propres fils étaient assurés de lui succéder. Le règne de ce souverain fut long, quelque quarante années ; aussi est-il considéré comme étant le roi Shilluk ayant régné le plus longtemps, entre 1780 et 1820. La tradition orale explique cette durée par une pratique incestueuse. Lors des cérémonies d'investiture était née une fille. Quelques années plus tard, le roi l'avait épousée. De cette union naquit une fille que le roi épousa à son tour. Cette dernière donna de nouveau naissance à une fille que le roi Nyakwac épousa ; ces mariages incestueux successifs étant les garants d'un règne long et prospère.

## Règne
Le long règne de Nyakwac correspond à une période de paix et de calme. Les voisins immédiats du Shillukland, à l'ouest et au nord (sultanat des Funj ), trop occupés à leurs luttes intestines à partir de 1786 ne songeaient pas à guerroyer contre les Shilluk. Au sud, faute de moyens militaires suffisants, les Dinka ne troublèrent guère les Shilluk. Ce n'est que vers la fin du règne de Nyakwac qu'ils menèrent une incursion d'importance. Toutefois, ce raid se solda vite par un échec. La tradition rapporte que cette invasion causa une grande panique dans les villages shilluk du sud. Ces localités envoyèrent des émissaires auprès du roi afin qu'il leur vienne en aide. En grande pompe, Nyakwac se rendit à Wau afin d'implorer Le demi-dieu Nyikang, son ancêtre, dans son temple. Nyikang entendit la supplique du roi et mit la peur dans le cœur des Dinka qui prirent la fuite. Toutefois quelques Dinka réussirent à se maintenir sur les rives du ruisseau Ataro où leurs troupeaux continuent, encore de nos jours, à paître les mois d'hiver.

## Corégence
Dans les dernières années de son règne, le roi Nyakwac fit de sa sœur Nyalá la corégente du royaume. Elle gouvernait depuis le village de Tetuok, où elle fut inhumée. Un temple funéraire perpétue sa mémoire à l'instar de tous les souverains shilluk. Comme d'autres personnages d'importance la princesse Nyalá est mentionnée dans des chants traditionnels:
Chant à Nyalá
| Texte Shilluk Nyalá nya-akur yoma yin ! Wanga Nyalá ya yoma yin ! Nyalá nya-Kudit ! Wanga Nyalá ! | Adaptation française Ô Nyalá, petite colombe, je vole vers toi ! Ô mère Nyalá je vole vers toi ! Ô Nyalá, fille de Kudit Ô mère Nyalá ! |

## Culte funéraire
Avant de décéder, le roi Nyakwac émit le vœu auprès des grands du royaume de faire du prince Anyimo son successeur. Les grands ne suivirent pas cet avis et leur choix se porta sur le prince Aney. Nyakwac fut enterré dans le village de Akwóac où se trouve son temple funéraire. Ce souverain est l'un de ceux dont les mérites sont le plus vantés, d'autant plus qu'il est le seul à avoir eu quatre fils pour lui succéder.